# Florian Lorz
Florian Lorz, auch Franz Peter Lorz oder polnisch Florjan Łorzyński sowie ukrainisch Петро Лорценко Petro Lorzenko; (* 14. Januar 1900 in München; † 9. Juni 1961 in Hannover) war ein Diplomlandwirt, der als Agrarjournalist und Agrarpolitiker (NSDAP) wirkte. Im besetzten Generalgouvernement und im Reichskommissariat Ukraine wurde er als Mitglied der SS zur publizistischen Agitation unter der ländlichen polnischen und ukrainischen Bevölkerung eingesetzt und leitete die Agrarpresse. Nach dem Zweiten Weltkrieg wurde er in Westdeutschland Chefredakteur landwirtschaftlicher Zeitschriften und war als Verbandsfunktionär für seinen Berufsstand tätig.

## Leben

### Herkunft und Ausbildung
Florian Lorz war vermutlich ein Sohn des an der Technischen Universität München beschäftigten Kanzleiassistenten Florian Lorz d. Ä. († nach 1910). Er studierte an der Agrarwissenschaftlichen Fakultät der TU München (Weihenstephan) und wurde Diplomlandwirt. 1925 erfolgte in Weihenstephan seine Promotion zum Dr. agr. (Doktor der Landwirtschaft).

### Publizistische, gewerkschaftliche und politische Tätigkeit in der Weimarer Republik
Lorz war von etwa 1928 bis 1931 Redakteur der Süddeutschen Mitteilungen des Gaus (Bezirksverbands) Bayern des 1919 gegründeten Reichsverbands deutscher Guts- und Forstbeamten (RDGF) in München. Vorsitzender des Bezirksverbands Bayern war Georg Eber. 1931 wurde Lorz Nachfolger von Wilhelm Wallbaum (DNVP) als Hauptgeschäftsführer des RDGF in Berlin. Dieser Verband hatte etwa 20.000 Mitglieder, gab die Deutsche Gutsbeamten-Zeitung heraus und war dem Gesamtverband deutscher Angestelltengewerkschaften (Gedag) und damit dem christlich-nationalen Deutschen Gewerkschaftsbund angeschlossen. Lorz löste Wallbaum 1931 auch ab als Beisitzer im Fachausschuss für Land- und Forstwirtschaft bei der Reichsanstalt für Arbeitsvermittlung und Arbeitslosenversicherung. Zum 1. Februar 1932 trat Florian Lorz der NSDAP bei (Mitgliedsnummer 925.469). Der Gedag wurde nach der nationalsozialistischen Machtübernahme im Mai 1933 gleichgeschaltet und schloss sich der Deutschen Arbeitsfront an. Auch der Reichsverband deutscher Guts- und Forstbeamten wurde 1933 in einen Reichs-Einheitsverband überführt, und Lorz wurde Vorsitzender des neuen Verbandes deutscher land- und forstwirtschaftlicher Angestellter innerhalb der Deutschen Arbeitsfront. Er leitete das Reichsamt I (Organisations- und Werbewesen, Wirtschafts- und Sozialpolitik, Fachgruppenwesen) des Verbands.

### Stabsleiter im Reichsnährstand im NS-Staat
Seit etwa 1933/34 war Lorz Stabsleiter (Abteilungsleiter) der Nachrichtenstelle in der Stabshauptabteilung E (Aufklärung) im Reichsnährstand. Er war dabei als Mitglied der SS (Mitgliedsnummer 251.169; Eintritt vermutlich 1934) zum Stab des Rasse- und Siedlungshauptamts abgeordnet, das von SS-Gruppenführer Walther Darré geleitet wurde. Darré war „Reichsbauernführer“ und als Reichsminister für Ernährung und Landwirtschaft zugleich auch der Chef des Reichsnährstands. Im Sommer 1936 nahm Lorz am 6. Weltgeflügelkongreß in Leipzig und Berlin teil, der vom Reichsbauernführer eröffnet wurde. 1936 wurde Florian Lorz SS-Untersturmführer.
Propagandistisch stellte er in diesem Jahr die Massenschlachtung von Schweinen 1915 und „die spätere Fleischnot im ganzen Kriege“ dar als ein Komplott der „vorwiegend jüdischen“ und „kommunistischen“ Professoren Paul Eltzbacher (DNVP, trat später für Nationalbolschewismus ein), Robert René Kuczynski (später der KPD nahestehend), Nathan Zuntz, Max Rubner und Max Sering mit Carl Ballod (später der USPD nahestehend), dem späteren Reichswirtschaftsminister Hermann Warmbold (parteilos), der „deutschnationalen Reichstagsabgeordneten“ Hedwig Heyl (NLP, später DVP) und Pfarrer Friedrich Naumann (FVP, später DDP), die teilweise schon 1914 kriegsmüde gewesen seien. Auf der 3. Reichstagung der Reichsstelle zur Förderung des deutschen Schrifttums vom 19. bis 22. November 1936 in Berlin, bei der der Reichsleiter der NSDAP Alfred Rosenberg das Hauptreferat hielt, sprach Reichsredner Lorz, der am letzten Tag für seinen verhinderten Chef Hauptabteilungsleiter Wilhelm Staudinger einsprang, über Deutschland und seine Ernährung. 1937 wurde Florian Lorz im Handbuch der deutschen Tagespresse aufgeführt als Ansprechpartner des 1934 gegründeten Presse- und Werbenachrichtendienstes (PWND) der Nationalsozialistischen Reichsfachschaft Deutscher Werbefachleute e. V. (NSRDW) für das Stoffgebiet Wirtschaft und Werbung (Werbemittel, Organisation, in- und ausländische Werbefragen Werberecht, Veranstaltungen). Hermann Maria Lorz (1902–1966), der Geschäftsführer der NSRDW und Leiter der Arbeitsgemeinschaft für Innerbetriebliche Werbung (AIW), war sehr wahrscheinlich sein Bruder; Florian und Hermann M. Lorz könnten bei dem Eintrag im Handbuch verwechselt worden sein.
1939 wurde Florian Lorz für die Medaille zur Erinnerung an den 13. März 1938 vorgeschlagen, weil er sich besondere Verdienste um den „Anschluss“ Österreichs an das Deutsche Reich erworben habe. Auf einer Tagung der Landesbauernschaft Alpenland in Kitzbühel, an der Hauptstabsleiter Oberlandwirtschaftsrat Hans Baier (* 1901; † nach 1966?), Landesbauernführer und (1942) SA-Obersturmbannführer Georg „Jörgl“ Wurm (* 1894; † nach 1953) und Landesobmann Paul Krennwallner (1901–1991) teilnahmen, hielt Florian Lorz im Januar 1940 einen Vortrag Über die landwirtschaftliche Verwaltung in den Ostgebieten. Im April 1940 redete er bei einer gemeinsamen Veranstaltung von Reichspropagandaamt und Reichsnährstand in Salzburg über die Ernährungswirtschaft. Bei der Veranstaltung traten unter anderem auch der Salzburger Landesbauernführer Michael Friesacher (1896–1974), der Hauptschriftleiter der Salzburger Zeitung. Salzburger Landeszeitung und Mitarbeiter im Stab von SS-Obergruppenführer Ernst Kaltenbrunner Theo Wührer († 1992) und der stellvertretende Gauleiter SS-Oberführer Anton Wintersteiger auf.

### Leiter der Agrarpresse im Generalgouvernement
1940/41–1944 war Florian Lorz Geschäftsführer der Agrar-Verlag Krakau G. m. b. H. und Chefredakteur der gleichgeschalteten polnischsprachigen Zeitschrift Rolnik Mały Inwentarz (= Der Kleinbauer) in Krakau. Unter verschiedenen Decknamen (Florian Łorzyński; Franciszek Lorzyński; Franz Peter Lorz u. a.) wurden in deutscher und polnischer Sprache propagandistische Beiträge zu Landwirtschaft und Ernährungslage für die Bewohner des besetzten Generalgouvernements veröffentlicht. Lorz' Stellvertreter war Hans Huppelsberg (Pseudonym Janusz Górski). Nebenamtlich war Lorz als Referent der Zentralabteilung (Leitung: Regierungsdirektor Walter Albert) in der Hauptabteilung Ernährung und Landwirtschaft (Leitung: Kreisbauernführer und SS-Standartenführer Karl Naumann) zur Regierung des Generalgouvernements abgeordnet.

### Leiter der Agrarpresse im Reichskommissariat Ukraine
Sofort nachdem deutsche Truppen die Ukraine besetzt hatten, begann Florian Lorz bei der Landwirtschaftsverwaltung in Riwne (Równe) zu arbeiten. Bei der Einnahme der Stadt am 28. Juni 1941 war etwa die Hälfte der knapp 60.000 Einwohner jüdischen Glaubens. 23.000 von ihnen wurden nach Zeitzeugen am 8. und 9. November 1941 in einem Wald bei Sosenki erschossen. Zusammen mit ukrainischen Agronomen und dem Verlag Воли́нь Volyn („Wolhynien“) konzipierte Lorz die landwirtschaftliche Monatszeitschrift Український хлібороб. „Ukrajinskyj chliborob“. Zeitschrift für ukrainischen Bauern, die er zunächst von Januar bis Oktober 1942 in Riwne, ab November 1942 in Kiew herausgab. Florian Lorz war Geschäftsführer des am 6. August 1942 gegründeten Landwirtschaftlichen Verlags Ukraine G. m. b. H. in Kiew, der ukrainischsprachige und deutschsprachige Bauernzeitschriften sowie einen illustrierten Bauernkalender herausgab.
Im März 1942 hielt Reichsredner Florian Lorz, Leiter der Agrarpresse im Generalgouvernement und im Reichskommissariat Ukraine, vor Propagandisten der Partei in Salzburg einen Vortrag Kann England ausgehungert werden? Am 30. Januar 1944 wurde Florian Lorz zum SS-Hauptsturmführer befördert. Im Verlauf des Jahres 1944 führte er ein dienstliches Gespräch mit Stabseinsatzführer Rudolf Proksch (1908–2000) vom Einsatzstab Reichsleiter Rosenberg (einer Rauborganisation der NSDAP für Kulturgüter der besetzten Gebiete).

### Verbandsfunktionär in der Nachkriegszeit
Nach dem Zweiten Weltkrieg war Lorz ab 1950 Chefredakteur der Zeitschrift Land und Garten und seit 1953 Hauptschriftleiter der Zeitschrift Pflug und Spaten. Boden – Pflanze – Tier – Mensch in Hannover. Die Verlagsgesellschaft für Ackerbau m. b. H., die diese Zeitschrift herausgab und sich bereits vor dem Krieg für die Mineraldüngung eingesetzt hatte, residierte in Hannover unter derselben Adresse (Sophienstraße 1) wie die Verkaufsgemeinschaft Deutscher Kaliwerke GmbH. In der Sowjetischen Besatzungszone standen die Publikationen von Florian Lorz aus den 1930er Jahren auf der Liste der auszusondernden Literatur.
Auf einem Verbandstag in Dortmund wurde Lorz am 16. Mai 1957 als Nachfolger von Martin Zimmermann (* 1900/01; † 1971) zum Vorsitzenden des 1951 gegründeten Verbandes Deutscher Agrarjournalisten e. V. (VDA; heute: VDAJ) gewählt. Stellvertretender Vorsitzender war er seit 1952 gewesen, den Vorsitz hielt er bis zu seinem Tode inne.

## Veröffentlichungen
- Geschichte, derzeitiger Stand und Zukunftsaussichten der Zucht des Murnau-Werdenfelser Rindes in Oberbayern. (diss. TU München). München 1925
- Die wirtschaftliche und soziale Lage unseres Berufsstandes in der Wirtschaftskrise. In: Deutsche Gutsbeamten-Zeitung. Organ des Reichsverbandes Deutscher Guts- und Forstbeamten 30,14 (1932) vom 25. Juli 1932, S. 2
- Gesetzliche Berufsausbildung in der Landwirtschaft![38] In: Walther Darré (Hrsg.): Deutsche Agrarpolitik. Monatsschrift für deutsches Bauerntum 1 (1932/33), S. 321–324
- Das kapitalistische Erbrecht. Eine Antwort.[39] In: Nationalsozialistische Landpost. Hauptblatt des Reichsnährstandes 4,31 (1934) vom 3. August 1934, S. 6
- Zahlen rechtfertigen die Erzeugungsschlacht. In: Zeitschrift für Volksernährung 10 (1935), S. 93
- Die Grundtendenz nationalsozialistischer Agrarpropaganda. In: Die deutsche Werbung 28 (1935), S. 1022
- Was wir vom Ernährungswesen des Weltkrieges nicht wissen. In: Walter Jost, Friedrich Felger (Hrsg.): Was wir vom Weltkriege nicht wissen. Fikentscher, Leipzig 1936 (2. Auflage Fikentscher, Leipzig 1938), S. 386–398 (digi.landesbibliothek.at Digitalisat der Oberösterreichischen Landesbibliothek Linz)
- Kriegsernährungswirtschaft und Nahrungsmittelversorgung vom Weltkrieg bis heute. M. & H. Schaper, Hannover 1938
- 4. Reichskleingärtnertag Wien, 28. Juni bis 2. Juli 1939. Wien 1939
- Wieder in der Heimat ihrer Vorfahren.[40] In : Nationalsozialistische Landpost. Hauptblatt des Reichsnährstandes 10,14 (1940) vom 5. April 1940, S. 4
- Ernährungswirtschaft und Ernährung Deutschlands Ernährung auf lange Zeit vorbereitet und gesichert. In: Deutsche Wirtschaftszeitung. Organ der Arbeitsgemeinschaft der Industrie- und Handelskammern in der Reichswirtschaftskammer 37 (1940)
- (Chefredakteur bzw. Herausgeber) Land und Garten. Praktischer Ratgeber für Landwirtschaft und Gartenbau (und Land und Garten. Kalender) 26 (1950) – 37 (1961)
- (Hauptschriftleiter) Pflug und Spaten. Boden – Pflanze – Tier – Mensch 1 (1953) – 9 (1961)
- Geleitwort in: Taschenbuch für Agrarjournalisten, Jg. 1. Verlag Agrarwerbung, Hamburg 1957

unter dem Pseudonym Florjan Łorzyński:
- (Chefredakteur) Pszczelarz (= Der Imker). Miesięcznik Związków Pszczelarskich 1 (1940) – 5 (1944)
- (Chefredakteur) Rolnik Mały Inwentarz. Ilustrowany tygodnik rolniczy.[41] Organ Związków Hodowców Drobnego Inwentarza w Gen. Gub. (= Der Kleinbauer. Illustrierte landwirtschaftliche Wochenzeitschrift. Organ des Verbandes der Kleintierzüchter im Gen. Gouv.) 1,1 (1941) – 4,38 (1944)
- (Hauptschriftleiter) Die Ernährungswirtschaft – Gospodarka Wyżywienia. Mitteilungsblatt der Zentralkammer für die Gesamtwirtschaft im G. G. Hauptgruppe Ernährung und Landwirtschaft[42] – Wiadomości Centralnej Izby dla Ogólnej Gospodarki w G. G. Główny Oddział Wyżywienia i Rolnictwa (deutsch / polnisch). Wydawnictwa Rolnicze, Krakau 1 (1941) – 4 (1944)
- Spółdzielca (= Der Genossenschaftler). Organ dla spółdzielni w Generalnym Gubernatorstwie 1 (1941) – 4 (1944)
- Pszczeli elementarz (= Bienen-Fibel). Wydawnictwo Rolnicze (= Agrarverlag), Krakau o. J. [um 1943]
- Elementarz maszyn i narzędzi rolniczych (= Ratgeber für landwirtschaftliche Maschinen und Werkzeuge), Bd. I Uprawa roli i pielęgnacja roślin (= Bodenbearbeitung und Pflanzenpflege). Wydawnictwo Rolnicze, Krakau o. J. [um 1943]
- Elementarz o królikach (Leitfaden für Kaninchen) [in Versform]. Wydawnictwo Rolnicze, Krakau o. J. [um 1943]

unter dem Pseudonym F. Peter Lorz/Franz Peter Lorz:
- Der Musterbetrieb. Wzorowa Gospodarka. 1 (1941) – 4 (1944)
- Kalendarz Rolniczy na Rok … (= Bauernkalender für das Jahr …). Wydawnictwa Rolnicze, Krakau 1941–1943
- Kann Europa sich selbst ernähren? (Schriftenreihe der deutschen Volksbildungsstätte Krakau im Arbeitsbereich Generalgouvernement der NSDAP 2). Agrarverlag, Krakau 1942
- Ogrodnictwo. Organ Związków Ogrodniczych Generalnego Gubernatorstwa (= Der Gartenbau. Organ der Gartenbauverbände des Generalgouvernements) (deutsch (S. 1) / polnisch) 1 (1942) – 3 (1944)
- Kozi elementarz (= Ziegen-Fibel). Wydawnictwo Rolnicze, Krakau o. J. [1942]
- Źle! Dobrze! Obrazkowy przyjaciel rolnika (= Schlecht! Gut! Der bebilderte Freund des Bauern). Wydawnictwo Rolnicze / Agrarverlag, Krakau 1944

unter dem Pseudonym П. Лорценко (P. Lorzenko):
- (Herausgeber und Chefredakteur) Український хлібороб. Ілюстрований господарський часопис (= Ukrainischer Bauer. Illustrierte Wirtschaftszeitschrift) – „Ukrainskyj Chliborob“. Zeitschrift für ukrainischen Bauern (ukrainisch; Titelblatt ukrainisch / deutsch) 1 (1942) – 2 (1943)